# KEO Racing
KEO Racing – duński zespół wyścigowy, założony w 2004 przez byłego kierowcę wyścigowego Kima Olsena. Obecnie ekipa startuje w jedynie w Północnoeuropejskim Pucharze Formuły Renault 2.0, jednak w przeszłości zespół pojawiał się także na starcie w Nordyckiej Formule Renault oraz w Europejskim Pucharze Formuły Renault 2.0. Siedziba zespołu znajduje się w Odsherred, 80 km na północny zachód od Kopenhagi.

## Starty

### Europejski Puchar Formuły Renault 2.0
| Rok  | Bolid          | Kierowcy           | Wyścigi | Wygrane | PP | NO | Pkt | M.K. | M.Z. |
| ---- | -------------- | ------------------ | ------- | ------- | -- | -- | --- | ---- | ---- |
| 2010 | Tatuus-Renault | Ludwig Ghidi       | 2       | 0       | 0  | 0  | 0   | NS†  | NS†  |
| 2011 | Tatuus-Renault | Sandy Stuvik       | 8       | 0       | 0  | 0  | 0   | 28   | 13   |
| 2011 | Tatuus-Renault | Johan Jokinen      | 2       | 0       | 0  | 0  | 0   | NS†  | 13   |
| 2011 | Tatuus-Renault | Dear Schilling     | 2       | 0       | 0  | 0  | 0   | 33   | 13   |
| 2011 | Tatuus-Renault | Ronnie Lundströmer | 6       | 0       | 0  | 0  | 0   | 40   | 13   |

† – zawodnik/zespół nie był zaliczany do klasyfikacji.